# Иван Странски (физикохимик)
 Тази статия е за българския физикохимик.  За почвоведа вижте Иван Странски (почвовед).  
Иван Николов Странски е българо-немски учен, основател на българската школа по физикохимия и считан за „баща“ на молекулно-кинетичната теория за кристалния растеж.

## Биография
Иван Странски е роден на 21 декември 1896 г. стар стил (2 януари 1897 г. нов стил) в София. Негов баща е Никола Иванов Странски (1854 – 1910) – придворен аптекар. Майка му Мария Странска (рождено име Корн) e немкиня от Прибалтика. Семейството е част от калоферския род Странски, чичо на Иван е революционерът и политик Георги Странски, а негов първи братовчед е почвоведът Иван Странски. От детска възраст страда от заболяването костна туберкулоза, нелечима по онова време.
Завършва средното си образование в Първа мъжка софийска гимназия. С идеята да се бори с болестта си, решава да следва медицина, но след една година следване във Виена, силно разочарован от възможностите на медицината, решава да прекъсне. През 1922 г. завършва висше образование в Софийския университет, специалност химия. Защитава докторска дисертация в Берлин при Паул Гюнтер върху рентгенова спектроскопия. През 1925 е избран за първия доцент в новооткритата Катедра по физикохимия към Физикоматематическия факултет на Софийския университет, и става първият преподавател по физикохимия в България. От 1929 г. е вече извънреден професор, а редовен – от 1937. В преподавателската си кариера води лекции по всички области на физикохимията, привлича в катедрата способни учени – Ростислав Каишев, Любомир Кръстанов и др. – заедно с които прави най-значителните си разработки. През 1930 е поканен в Берлинския технически университет (БТУ) като Рокфелеров стипендиант за съвместна работа с Макс Фолмер заедно с Каишев. В периода 1935 – 1936 с Каишев публикуват основоположните си трудове по теорията на средните отделителни работи. По-късно с Любомир Кръстанов предлагат механизма на растеж на кристал върху подложка от друг кристал.
По покана на Валтер Косел за съвместна работа в Бреслау, заминава за Германия през 1941. През войната участва в разработки, например, за предотвратяване на образуването на ледени кристали върху немските самолети. С приближаването на съветската армия към границите на Германия, Странски се завръща отново в Берлин, където работи в Кайзер Вилхелм институт за физикохимия и електрохимия. След капитулацията на немците Макс Фолмер е отведен насилствено в СССР и Странски заема неговото място като ръководител на Катедрата по физикохимия в БТУ в западен Берлин. Полуунищожен от бомбардировките, чрез усилията на Странски, БТУ е от малкото университети в Германия, открили учебна година още през 1945. В периода 1948 – 49 е декан на факултета по общи и инженерни науки, а след това ректор и заместник-ректор на БТУ. През 1953 става директор на Фриц Хабер институт (новото име на Кайзер Вилхелм институт), пост, който са заемали Макс фон Лауе и Алберт Айнщайн.
С идването на социалистическата власт в България Странски е обвинен във връзки с фашисткия режим и е уволнен от катедрата, която създава. Едва през 60-те години учениците му успяват да издействат той да бъде избран за чуждестранен член на БАН, и през 1967 г. Странски за първи път след войната се завръща в родината си.
Умира в България през 1979 г. Погребан е в Берлин.
Иван Странски е член е на научните академии в Гьотинген (1939), Бавария (1959), Ню Йорк, Шведската академия на науките. Хоноруван сенатор на БТУ на Западен Берлин (1962).

## Памет
На Иван Странски е наречена улица в кварталите „Витоша“, „Студентски град“ и „Малинова долина“ в София (Карта). Неговото име носят два научни института – Институтът по физика и химия към БТУ и Институтът по металургия в Оберхаузен. Носител на два ордена „Кирил и Методий“ и редица международни отличия.
В негова чест е наименован минерала странскиит.

## Трудове
Иван Странски е един от основателите (заедно с Косел) на молекулно-кинетичната теория за формирането и растежа на кристалите. Въвежда за първи път понятието „положение на полукристал“. Заедно с Ростислав Каишев установяват връзката между формата, структурата и силите на междумолекулно взаимодействие в кристалите на базата на молекулна трактовка. Разработват метода на средните отделителни работи – молекулно-кинетичен метод, изиграл роля в развитието на теорията на зараждането и растежа на кристалите. Създават модела на Каишев и Странски за послойния растеж на кристалите, имат заслуги за изясняване на връзката между двумерното зародишообразуване и спиралния растеж на кристалите. С Любомир Кръстанов предлагат механизъм на растеж на един кристал върху подложка от друг. В Берлин работи в различни области от физикохимията, предимно теоретични разработки с непосредствено практическо приложение: триболуминисценция, топене, разлагане на уротропин, електронна емисия на кристални повърхности (тези му изследвания водят до създаването на автоемисионния микроскоп (FEM). Сериозно приложение имат теоретичните му работи в областта на металургията, с помощта на които рудодобивът в Западна Германия става значително по-ефективен и рационален. Той е един от малкото български учени, номинирани и номиниращи за Нобелова награда.

## Избрана библиография
- Stranski, Iwan. Über die Gleichrichterwirkung der Kontaktdetektoren //  Zeitschrift für Physikalische Chemie 113U (1).   1924. с. 131-144.
- Странски, Иван. Теоретическата химия, нейното развитие и нейната цел (встъпителна лекция) //  Годишник на Софийския университет. Физико-математически факултет. Книга 2 - Химия / Annuaire de l'Universite de Sofia. Faculte Physico-mathematique. Livre 2 - Chimie 22 (2).   1926. с. 96-112.
- Странски, Иван. Върху растежа на кристалите //  Годишник на Софийския университет. Физико-математически факултет. Книга 2 и 3 - Химия и Естествени науки / Annuaire de l'Universite de Sofia. Faculte Physico-mathematique. Livre 2 et 3 - Chimie et Sciences naturelles 24 (2-3).   1928. с. 297-315.
- Stranski, I. N. Zur Theorie des Kristallwachstums //  Zeitschrift für Physikalische Chemie (136).   1928. с. 259 - 278.
- Stranski, I. N.; Kaischew, R. Gleichgewichtsformen homöopolarer Kristalle //  Zeitschrift für Physikalische Chemie 78 (1-6).   1931. DOI:10.1524/zkri.1931.78.1.373. с. 373-385.
- I. N. Stranski, D. Totomanow. Die Ostwald'sche Stufenregel //  Naturwissenschaften 20 (905).   1932.
- Stranski, I. N.; L. Krastanov. Zur Theorie der orientierten Ausscheidung von Ionenkristallen aufeinander //  Monatshefte für Chemie 71.   1937. с. 351-354.
- Lacmann, R.; Stranski, I. The Growth of Snow Crystals //  Journal of Crystal Growth 13-14.   May 1972. DOI:10.1016/0022-0248(72)90161-3. с. 236-240.
- Stranski, I. Eine plauderei über gleichgewichtsformen von kristallen //  Journal of Crystal Growth 13-14.   May 1972. DOI:10.1016/0022-0248(72)90053-X. с. 3-8.